# Syzygium angophoroides
Syzygium angophoroides är en myrtenväxtart som först beskrevs av Ferdinand von Mueller, och fick sitt nu gällande namn av Bernard Patrick Matthew Hyland. Syzygium angophoroides ingår i släktet Syzygium och familjen myrtenväxter. Inga underarter finns listade i Catalogue of Life.